# Red Dragon (Raumschiff)
1. WEITERLEITUNG Dragon (Raumschiff)#Red Dragon

- Wikidata: Red Dragon (Raumschiff) (Q1030353)Vorlage:Wikidata-Weiterleitung nicht auf Weiterleitungsseite eingebunden